# روبی جنتری
روبی جنتری (به انگلیسی: Ruby Gentry) نام فیلمی سیاه و سفید به کارگردانی کینگ ویدور محصول سال ۱۹۵۲ است که در ایران با عنوان جدال در مرداب به نمایش درآمده است.

## داستان
کارولینای شمالی. روبی (جونز)، دختر گرداننده یک کلبه شکار نزدیک باتلاق است که با بواک تاکمن (هستون)، پسر یک خانواده فقیر محلی آشنا می‌شود. تلاش‌های بواک برای تهیه سرمایه کسب و کار تازه‌اش، با مخالفت و کارشکنی‌های جیم جنتری (مالدن) روبه‌رو می‌شود که مرد ثروتمندی است و کل منطقه را زیر نفوذ دارد. بواک تصمیم می‌گیرد دختری از خانواده‌ای مرفه را به زنی بگیرد و روبی که سرخورده شده، پس از مرگ همسر معلول جیم، با او ازدواج می‌کند. جیم در یک حادثه قایق‌رانی کشته می‌شود، و همه به روبی مشکوک می‌شوند و طردش می‌کنند. روبی که حالا وارث تمام اموال جیم است، با طلب کردن قرض‌هایش و توقیف زمین‌های دیگران، انتقام می‌گیرد…

## هنرپیشگان
- جنیفر جونز: روبی جنتری
- چارلتون هستون: بواک تاکمن
- کارل مالدن: جیم جنتری
- جیمز آندرسن: جوئل
- تام تولی
- بارنی فیلیپس (راوی)